# MTV Europe Music Award al miglior artista Paesi Bassi e Belgio
L'MTV Europe Music Award al miglior artista Paesi Bassi e Belgio (MTV Europe Music Award for Best Dutch & Belgian Act) è stato uno dei premi dell'MTV Europe Music Award, che è stato assegnato dal 2004 al 2010.

## Albo d'oro

### Anni 2000
| Anno | Vincitore                 | Nominati                                                               |
| ---- | ------------------------- | ---------------------------------------------------------------------- |
| 2004 | Kane                      | - Novastar - The Sheer - Soulwax - Tiësto                              |
| 2005 | Anouk                     | - Kane - Gabriel Ríos - Soulwax - Within Temptation                    |
| 2006 | Anouk                     | - DEUS - Kane - Pete Philly & Perquisite - Gabriel Ríos                |
| 2007 | Within Temptation         | - Goose - Opgezwolle - Gabriel Ríos - Tiësto                           |
| 2008 | De Jeugd van Tegenwoordig | - Alain Clark - Kraak & Smaak - Pete Philly & Perquisite - Room Eleven |
| 2009 | Esmée Denters             | - The Black Box Revelation - Alain Clark - Fedde le Grand - Milow      |

### Anni 2010
| Anno | Vincitore    | Nominati                                          |
| ---- | ------------ | ------------------------------------------------- |
| 2010 | Caro Emerald | - The Opposites - Stromae - The Van Jets - Waylon |